# Psychotria phelpsiana
Psychotria phelpsiana är en måreväxtart som beskrevs av Julian Alfred Steyermark. Psychotria phelpsiana ingår i släktet Psychotria och familjen måreväxter. Inga underarter finns listade i Catalogue of Life.